# Roger Palmgren
Roger Lennart Palmgren (* 11. März 1963 in Stockholm) ist ein schwedischer Fußballtrainer. Den größten Teil seiner Trainerkarriere arbeitete er in Afrika sowohl als National- als auch Vereinstrainer.

## Werdegang
Palmgren begann seine Laufbahn als Spielertrainer beim FC Café Opera, den er gemeinsam mit dem Geschäftsmann Alessandro Catenacci gegründet hatte, und führte die vormalige Freizeitmannschaft Anfang der 1990er Jahre durch die Ligapyramide. Nachdem seine Mannschaft Ende 1993 mit dem Viertligisten Djursholm Fotboll fusinoert hatte, verließ er den Klub und wechselte für die kommenden zwei Jahre als Trainer zum italienischen Drittligisten AC Arezzo in der Serie C.
Anschließend übernahm Palmgren als Nationaltrainer die Nationalmannschaft von Sierra Leone. Die „Leone Stars“ führte er zur Afrikameisterschaft 1996, trotz eines 2:1-Erfolges über Burkina Faso zum Auftakt schied die Mannschaft um Gbassay Sessay, Lamin Conteh und Mohamed Kanu nach Niederlagen gegen Algerien und den späteren Turnier-Dritten Sambia als Gruppendritter am Ende der Vorrunde aus. Er übergab daraufhin den Trainerposten an John Sherington und kehrte als Assistenztrainer und später Sportchef zu Degerfors IF nach Schweden zurück, ehe er erneut beim AC Arezzo reüssierte. 1999 verpflichtete ihn der kongolesische Verband als technischen Direktor für die Nationalmannschaft der Demokratischen Republik Kongo. Bei der Afrikameisterschaft 2000 schied diese jedoch ebenfalls in der Vorrunde aus.
Palmgren kehrte anschließend abermals nach Schweden zurück und war später für Vasalunds/Essinge IF als Trainer tätig. Zweimal verpasste er mit dem Drittligisten nur knapp den Aufstieg in die zweitklassige Superettan. 2004 übernahm er die ruandische Nationalmannschaft, die im selben Jahr unter seinem Vorgänger Ratomir Dujković erstmals an einem Endrundenturnier bei einer Afrikameisterschaft teilgenommen hatte. Erstmals verlief die Qualifikation für die Weltmeisterschafts- und Afrikameisterschaftsendrunden fortan in einer übergreifenden Qualifikationsrunde. Bei der Qualifikation für die 2006 stattfindenden Turniere war Palmgrens Mannschaft chancenlos, im Herbst 2005 wurde er wenige Tage vor dem CECAFA-Cup 2005 vorzeitig von seinem Amt entbunden und durch Gilbert Kanyankore ersetzt.
Im Sommer 2006 folgte Palmgren einem Angebot des nigerianischen Klubs Kwara United. Sein Aufenthalt als Vereinstrainer in der nigerianischen Premier League währte jedoch nur bis zum Frühjahr des folgenden Jahres. Nachdem er aufgrund von Sicherheitsbedenken – es gab mehrere Entführungsversuche für seinen Assistenten Johannes Eriksson – seinen Job hingeschmissen hatte, kündigte der Klub rechtliche Schritte an. Im August 2007 verpflichtete ihn der südafrikanische Klub Thanda Royal Zulu, der von einem schwedischen Konsortium um Dan Olofsson übernommen worden war, als neuen Trainer und Verantwortlichen für den Aufbau einer Fußballakademie. Im ersten Jahr beendete die Mannschaft um Torjäger Serge Djiéhoua die Spielzeit auf dem letzten Nicht-Abstiegsplatz, nachdem sie auch im folgenden Jahr im Abstiegskampf stand, wurde Palmgren kurz vor Saisonende entlassen.
Im November 2009 schloss sich Palmgren dem südafrikanischen Klub AmaZulu Durban als Sportdirektor an. Nach einem schwachen Start in die Spielzeit 2011/12 ohne Sieg wurde der bisherige Trainer Manqoba Mngqithi Mitte September 2011 entlassen und Palmgren zu seinem Nachfolger ernannt. Unter seiner Leitung erreichte der Klub zum Saisonende den siebten Tabellenplatz.
Im Mai 2013 übernahm Palmgren das Amt des Nationaltrainers der Namibischen Fußballnationalmannschaft, trat jedoch wegen „ernstzunehmender Drohungen“ gegen ihn und seine Familie bereits im Juni 2013 zurück.